# Йод Серк
Йод Серк (шан. ယွတ်ႈသိုၵ်း , бирм.  ယွက်စစ် ) — шанский политический лидер в Мьянме, председатель  Совета восстановления Шанского государства (правительства непризнанного государства Шан) и главнокомандующий Армией государства Шан — Юг  до своей отставки 3 февраля 2014 года. Один из основных участников мирных переговоров между основными группировками повстанцев Шана и правительством Мьянмы в 2000-х и 2010-х годах.